# Vino
Vino – wieś w Słowenii, w gminie Grosuplje. 1 stycznia 2017 liczyła 161 mieszkańców.